# Tweak UI
TweakUI es una aplicación de personalización gratuita, lanzada por Microsoft para animar a usuarios finales a personalizar sus sistemas operativos Windows. Por sí misma, no hace nada que de otra forma no fuera posible; sin embargo, provee una simple interfaz gráfica de usuario para ajustar tweaks que de otra forma requerirían la edición del Registro de Windows.

## Historia
TweakUI comenzó como un applet de panel de control, disponible para su descarga en el sitio de Microsoft, lanzado poco tiempo después de Windows 95. Fue incluido como parte de la colección Microsoft PowerToys, como un conjunto de herramientas desarrolladas por Microsoft's Shell Development Team.
En el disco de instalación de Windows 98 se incluyó una nueva versión de TweakUI. Sin embargo, el applet fue posteriormente borrado de los discos de instalación de Windows 98SE y Windows ME.
Con el lanzamiento de Windows XP, el applet TweakUI fue reensamblado y relanzado en el sitio de Microsoft como una aplicación separada (como contraposición al applet Panel de Control de las primeras versiones).

## Características
TweakUI permite a los usuarios personalizar la interfaz de usuario de Windows, por lo que usuarios con viejas y lentas computadoras podrían desactivar adornos visuales como el desvanecimiento de menús, sombras del cursor, etc. TweakUI también incluye numerosas características de personalización de varios elementos base de trabajo de la interfaz, como la barra de tareas y el escritorio. El programa también permite a los usuarios mover la localización de sus documentos, música y carpetas de imágenes así como otras carpetas del sistema. También incluye varias herramientas para reparar elementos del sistema operativo como iconos, atajos de teclado, las fuentes y las extensiones asociadas a un determinado tipo de archivo.